# الکس برندمول
الکس برندمول (انگلیسی: Àlex Brendemühl؛ زادهٔ ۲۷ نوامبر ۱۹۷۲) بازیگر و صداپیشه اهل اسپانیا است. وی در سال ۱۹۷۲ در شهر بارسلون اسپانیا و از مادری اسپانیایی و پدری آلمانی به دنیا آمد. وی از سال ۱۹۹۵ وارد عرصه هنرپیشگی شد و در بیش از ۶۰ فیلم به ایفای نقش پرداخته‌است.

## فیلم‌شناسی
- کنسول سدوم (۲۰۰۹)
- در شهر (۲۰۰۳)
- دکتر آلمانی (۲۰۱۳)
- کارلوس، پادشاه امپراتور (۲۰۱۵)
- ما ما (۲۰۱۵)
- از سرزمین ماه (۲۰۱۶)
- پترا (۲۰۱۸)
- داستان‌های ناگفتنی (۲۰۲۲)